# Parazoanthus axinellae
Parazoanthus axinellae is een Zoanthideasoort uit de familie van de Parazoanthidae. De wetenschappelijke naam van de soort werd in 1862 voor het eerst geldig gepubliceerd door Eduard Oscar Schmidt. Korstanemonen verschillen van echte zeeanemonen doordat ze een andere interne anatomie hebben en echte kolonies vormen waarin de individuele dieren (poliepen) zijn verbonden door een gemeenschappelijk weefsel, het coenenchym genaamd.

## Beschrijving
Deze zeeanemoon is koloniaal en vormt korstjes van variabele dikte en vorm. De soort is geel of oranje van kleur en elke poliep heeft vierentwintig tot zesendertig tentakels in twee kransen. De poliepen zijn 5 mm in diameter en 20 mm hoog. Ze zijn in kleine kolonies met elkaar verbonden door een doorlopende laag weefsel, het coenenchym. Bij deze soort zijn er soms dikke gele sponsachtige weefselmassa's aan de basis van elke zooïde. Een soortgelijke korstanemoon is Parazoanthus anguicomus, maar die soort heeft meer tentakels.

## Verspreiding
Parazoanthus axinellae komt voor in de gematigde oostelijke Atlantische Oceaan en de Middellandse Zee, Ook aan de zuid- en westkust van de Britse Eilanden tot Rathlin Island, Noord-Ierland  in noorden, met één Schotse beschrijving. Het komt voor op diepten tussen 23 en 45 meter op rotsachtige ondergronden, vastgemaakt aan rotsen en sponzen, vaak op verticale vlakken of onder overhangende delen.

## Ecologie
In de Middellandse Zee vormt P. axinellae vaak dichte agglomeraties, vaak in combinatie met het zachte koraal Alcyonium acaule. De kolonies van P. axinellae splitsen zich soms om twee dicht bij elkaar gelegen maar gescheiden kolonies te vormen, en kolonies die dicht bij elkaar groeien, groeien af en toe samen.